# Kazimierz Jan Leon Mycielski
Kazimierz Jan Leon Mycielski (ur. 1904, zm. 1985) – polski dyplomata w okresie II Rzeczypospolitej.
Syn Jana Mycielskiego, siostrzeniec Jana Szembeka.
W Ministerstwie Spraw Zagranicznych pracował od 1928 roku. W latach 1937–1939 sprawował funkcję I sekretarza polskiego poselstwa w Budapeszcie. W 1939 roku. kierował Referatem Niemieckim w Departamencie Politycznym MSZ. Po wybuchu wojny polsko-niemieckiej, po 17 września pozostawał na emigracji we Francji.